# Dominique Sacchi
Dominique Sacchi, né le 30 mai 1940 à Paris, est un préhistorien français, spécialiste du Paléolithique supérieur, de l'art pariétal magdalénien et de l'art rupestre paléolithique dans la région Occitanie. Il a été membre associé du laboratoire Traces (Travaux et Recherches Archéologiques sur les Cultures, les Espaces et les Sociétés), à l'université Toulouse-Jean-Jaurès, et directeur de recherche au CNRS.

## Biographie
Après son mémoire de deuxième cycle, intitulé Les industries préhistoriques des alluvions anciennes de la Vienne dans la région de Chinon (Indre-et-Loire) (1965), Dominique Sacchi intègre en 1967 le corps des chercheurs du CNRS. Il soutient sa thèse de doctorat en 1980 à Paris, sous le titre Le Paléolithique supérieur et l’Epipaléolithique du Languedoc occidental et du Roussillon.

## Travaux
Dans son approche des divers faciès culturels rencontrés dans le Languedoc, Dominique Sacchi fait une large place à l'étude des manifestations esthétiques (art pariétal et mobilier). Il réévalue l’attribution chronologique et culturelle de certaines grottes ornées, comme la grotte d'Aldène, qui offre des similitudes thématiques et stylistiques avec la grotte Chauvet. Il étudie l’art magdalénien de la grotte du Gazel et du rocher gravé de Fornols, où il constate, au début des années quatre-vingt, l'existence d'un art rupestre animalier de plein-air daté du Paléolithique supérieur. Au sein du décor pariétal de la grotte du Gazel, comportant une vingtaine de figurations animales (chevaux, bouquetins…), il distingue tout particulièrement, les clatriformes, des motifs géométriques identiques à ceux qu’il découvre sur des plaquettes gravées trouvées dans l’aire d’habitat voisine. Il montre ainsi l’appartenance de la grotte ornée du Gazel à la catégorie des petits « sanctuaires » magdaléniens, contigus à des sites de rassemblements périodiques.   
Dominique Sacchi participe à la lutte pour la sauvegarde de l'art rupestre de la vallée de la Côa, au Portugal, et contribue à son étude. Le site est inscrit, l’année suivante, au Patrimoine mondial de l’Unesco. Également sollicité pour examiner la roche gravée d’Hunsrück, en Allemagne, il conclut à son âge paléolithique.

## Organismes et associations
En 1992, Dominique Sacchi est élu secrétaire de la commission « Paléolithique supérieur » de l’Union internationale des sciences préhistoriques et protohistoriques, fonction qu’il abandonne à sa retraite en 2006.

## Publications

### Ouvrages
- Dominique Sacchi (préf. André Leroi-Gourhan), L’Art paléolithique de la France méditerranéenne (catalogue), Carcassonne, Musée des Beaux-Arts, 1984, 52 p.
- Dominique Sacchi, Le Paléolithique supérieur du Languedoc occidental et du Roussillon, Gallia-Préhistoire, XXIe supplément, éditions du CNRS, 1986, 284 p. (ISBN 9782271060495)
- Dominique Sacchi et Jean Vaquer, Connaître la préhistoire des Pyrénées, Sud-Ouest, 1996, 128 p. (ISBN 9782879011196)
- Dominique Sacchi (dir.) (préf. Jean Guilaine), Les faciès leptolithiques du Nord-Ouest méditerranéen : milieux naturels et culturels, Actes du Colloque international, Carcassonne, 26-30 septembre 1994, Société Préhistorique Française, 1999
- Dominique Sacchi (dir.), Actes du colloque international "L’art paléolithique à l’air libre. Le paysage modifié par l’image", 7-9 octobre 1999, Tautavel-Campôme, avec le concours du Ministère de la Culture et de la Communication, Carcassonne, GAEP-GEOPRE, 2002, 247 p. (ISBN 9782271060495)
- Dominique Sacchi, Le magdalénien : apogée de l'art quaternaire, la Maison des roches, 2003, 126 p. (ISBN 9782912691163)
- Dominique Sacchi, avec la collaboration de Jean-Luc Brulé et la participation de Francesco d’Errico, Marian Vanhaeren et de Gilles Escarguel, L’Art pariétal magdalénien de la grotte Gazel, Sallèles-Cabardès, Aude, Carcassonne, Groupe Audois d’Études Préhistoriques, 2023, 176 p. (ISBN 2951873514)

### Articles
- Dominique Sacchi, « Découverte d’un propulseur sculpté magdalénien dans la grotte de Canecaude I (Villardonnel, Aude). », Compte rendu de l’Académie des Sciences de Paris, Série D, no 280,‎ 3 mars 1975, p. 1075-1078 (lire en ligne)
- Dominique Sacchi avec la collaboration de J. Abelanet, J.-L. Brulé, Y. Massiac, C. Rubiella et P. Vilette, « Les gravures rupestres de Fornols-Haut, Pyrénées-Orientales, , t. 92, 1988, n°1, p. 87-100. », L’Anthropologie, vol. 92, no 1,‎ 1988, p. 87-100
- Dominique Sacchi, « Bases objectives de la chronologie de l’art mobilier paléolithique des Pyrénées septentrionales, in L’art des objets au Paléolithique, t. 1 : L’art mobilier et son contexte, colloque international, Foix-le Mas d’Azil, 1987 », Ministère de la Culture,‎ 1990, p. 13-29
- Dominique Sacchi, avec la participation de E. Cregut, Ch. Heinz, O. Le Gall, M. Maurel, J.-L. Vernet, Ph. Vilette, « Un site leptolithique de moyenne altitude dans les Pyrénées : La Cauna de Belvis, France. », Preistoria Alpina, nos 28/2,‎ 1992, p. 59-90 (lire en ligne)
- (en) Dominique Sacchi, « The Impact of Recent Discoveries on our Knowledge of Rock Art of the European Palaeolithic », The Rewiew of Archaeology, Salem, vol. 21, no 1,‎ 2000, p. 8-15
- Dominique Sacchi, « Considérations sur le caractère ubiquiste de l'art rupestre paléolithique d'Europe occidentale. Une nouvelle manière d'envisager le phénomène à partir des données archéologiques récentes, in actes du colloque Manières de faire, Manières de voir, Musée de l'Alta Rocca, Levie, 21-22 juillet 2001 », Musée de l'Alta Rocca, A. Piazzola,‎ 2001, p. 63-75
- Dominique Sacchi, Jean-Luc Brulé et Gilles Escarguel, « Sallèles-Cabardès – Grotte Gazel », ADLFI. Archéologie de la France - Informations. une revue Gallia,‎ 1er mars 2004 (ISSN 2114-0502, lire en ligne)
- Dominique Sacchi, « Similitudes thématiques et stylistiques des décors pariétaux des grottes d’Aldène (Hérault) et Chauvet/Vallon-Pont-d’Arc (Ardèche), in actes du colloque international Les chemins de l’Aurignacien en Europe, Aurignac 16-17 septembre 2005 », actes du colloque international Les chemins de l’Aurignacien en Europe,‎ 2007, p. 421-433
- Janusz K Kozłowski et Dominique Sacchi, « À la recherche de l'origine de la modernité », Diogène, no 214,‎ février 2006, p. 160-173 (lire en ligne)
- (pt) Dominique Sacchi, « L’art du Côa : une découverte majeure », Arqueologia e História, Revista da Associação dos Arqueólogos Portugueses, vol. 56-57 (2004-2005),‎ 2009
- Dominique Sacchi, « Nouvelle lecture d'un galet gravé, provenant de la petite grotte de Bize (Aude, France, in :  Focus on the lithics: raw materials and their utilisation during the Stone Age in Central Europe », Anthropologie, vol. 55, nos 1/2,,‎ 2017, p. 93-99 (lire en ligne)
- Dominique Sacchi, « Jean Abélanet », PALEO. Revue d'archéologie préhistorique, nos 30-1,‎ 30 décembre 2019, p. 9–13 (ISSN 1145-3370, DOI 10.4000/paleo.4283, lire en ligne)

### Jeu
- Préhistoire de la France en 7 familles, jeu de cartes Héron, 1989

### Cinéma
- Intervention dans le film documentaire : La bataille du Côa, une leçon portugaise, Jean-Luc Bouvret, 2017